# Mamotte Shugogetten!
Mamotte Shugogetten (яп. まもって守護月天! Храни меня, Небесная Стражница!) — манга, написанная Минэнэ Сакурано. Впервые издавалась в ежемесячном журнале Shōnen GanGan с 1997 года по 2000 год. Продолжение выпускалось в журнале Comic Blade под названием Mamotte Shugogetten! Retrouvailles (яп. まもって守護月天! 再逢 Mamotte Shugogetten! Retoruba) с 2002 по 2005 год. На основе сюжета первой манги студией Toei Animation был выпущен аниме-сериал, 22 серии которого транслировались по телеканалу TV Asahi с 17 октября 1998 по 3 апреля 1999 года. В 2000 году вышел OVA-сериал под названием Denshin Mamotte Shugogetten в 2000 году.
Первая английская адаптация манги была выпущена в журнале Raijin Comics под названием Guardian Angel Getten. Позже манга была лицензирована компанией Tokyopop под оригинальным названием и начала выпускаться в апреле 2008 года.

## Сюжет
Тасукэ Итири, 14-летний парень, получает необычный подарок от своего отца Таросукэ, знаменитого учёного, который путешествовал по Китаю. Легенда гласит, что только человек с самым чистым сердцем сможет вызвать оттуда лунную богиню Сяолинь. Девушка прибывает к Тасукэ прямо из кольца, где просидела более трёх тысяч лет. Она не имеет какого-либо представления о современном мире. Она начинает защищать Тасукэ и параллельно создаёт ему массу проблем. А на следующий день папа присылает Тасукэ волшебную палочку, о которой легенда также гласит, что о только человек с самым чистым сердцем сможет вызвать оттуда богиню солнца Руан. Тасукэ касается палочки, и оттуда выходит девушка с зелёно-красными волосами. Она также пробыла в заточении много тысяч лет и знает о современном мире не больше, чем Сяолинь.

## Список персонажей
Сяолинь (яп. 守護月天 小璘 Сугодэттэн Саорин)
Сэйю: Марико Кода
Лунная богиня, которую освободил Тасукэ. Она носит традиционную китайскую одежду и плохо знает о современном мире. Её главной задачей является защита Тасукэ, и для этого она через кольцо призывает Хосигами (星 神, буквально: звёздные боги). Она сначала создала много проблем, защищая главного героя, уничтожив бытовые предметы, считая их опасными. Сначала она запретила ходить Тасукэ в школу, но потом посылает туда Рисю в качестве охранника. В манге из-за её ошибочных усилий Тасукэ выгоняет Сяолинь сказав, что может сам себя защитить, и Сяолинь просит прощения, утверждая, что отныне будет лучше и осторожнее. Позже она влюбляется в Тасукэ и ревнует, когда появляется Карри. В манге как дух она не понимает человеческих чувств. Её наставник Хосигами Нанкуюко Юсэи объясняет, что людские чувства только станут мукой для её вечной жизни.
Тасукэ Ситири (яп. 七梨太助)
Сэйю: Дайсукэ Сакагути
Главный герой истории. Ученик старших классов (средних классов в манге). Его отец известный учёный, который путешествует по разным странам в мире вместе со старшей сестрой Тасукэ — Наной. Мать умерла (в манге она отсутствует), и теперь Тасукэ живёт один в двухэтажном доме. Он очень умный и решительный, но тем не менее чувствует себя осаждённым. Он с первого взгляда влюбляется в Сяолинь и в дальнейшем эти чувства только усиливаются. Он хочет спасти Сяо, но не знает как спасти и от чего.
Руан (яп. 慶幸日天 汝昴 Кэйко:ниттэн Ру:ан)
Сэйю: Юми Такада
Богиня солнца. Была найдена заточённой в артефакте в той же местности, что и Сяолинь. Она является полной противоположностью Сяолинь, так вместо защиты она испытывает Тасукэ и воодушевляет разные предметы, её главной целью является сделать счастливым главного героя. В манге она становится классным руководителем класса Тасукэ. Руан и Сяо — заклятые соперники и всё время конфликтуют между собой в основном из-за того, что надо делать для Тасукэ, защищать или делать счастливым. Руан развивает любовные чувства к Тасукэ, но у неё более смелый и сильный подход, так она часто пытается заняться любовью с Тасукэ.
Рисю (яп. 離珠)
Сэйю: Аяко Кавасуми
Маленькая розоволосая хосигами, получила задание от Сяолинь защищать Тасукэ в школе. Она также занимается уборкой по дому и отвечает за его чистоту, получила кличку «Мусорный гном» от Руан. Не может разговаривать с Тасукэ и другими людьми и общается посредством самодельных картинок. Может говорить слово «Дэси».
Баннатитэн Кирю (яп. 万難地天 紀柳)
Сэйю: Хоко Кувасима
Она Богиня земли, которую в китайском веере отправил отец Тасукэ. И её главная роль — испытывать хозяина. Она изменяет размер вещей. В манге она впервые появляется в 39 главе, а также в OVA сериале Denshin Mamotte Shugogetten.
Идзумо Мияути (яп. 宮内 出雲)
Сэйю: Тосиюки Морикава
Человек из синтоистского храма, влюбляется в Сяолинь. В манге он работает в школьном магазине и имеет тем самым больше возможности увидеть Сяолинь. Он очень добрый и весёлый, когда находится рядом с девушками, но рядом с парнями становится злым. В результате некоторые полагают, что у него раздвоение личности. Он также попытался заполучить Сяолинь, узнав, что она вместе с Тасукэ. Так он ей внушал, что Тасукэ не любит её и сама она является тяжёлым бременем для него.
Каори Айхара (яп. 愛原 花織)
Сэйю: Эрико Хара
Ученица из школы, где учится Тасукэ, на год старше. Влюблена в Тасукэ и сильно ревнует из-за Сяолинь и Руан, так как они её конкурентки на сердце главного героя. Он впервые встречается с Тасукэ после того, как помолилась Ками (богу), чтобы встретить мужчину мечты и она сразу падает, Тасукэ спасает её от падения. В манге Тасукэ видит впервые Каори под дождём и делится с ней зонтиком. В течение истории Каори сильно давит на Тасукэ и продолжает делать это, инсценируя случайные происшествия.
Сёко Яманобэ (яп. 山野辺 翔子)
Сэйю: Нами Мияхара
Она впервые показана как негативный персонаж, но после того, как дружится с Сяолинь, Сёко пытается сблизить её и Тасукэ. Она знает о божественном происхождении Сяолинь. Может появиться всегда в любых местах, а также любит играть в «Сваху» исключительно потому, что она получает удовольствие от сложившихся ситуаций.
Нана Ситири (яп. 七梨 那奈)
Старшая сестра Тасукэ, путешествует по миру. В 16 серии возвращается домой. Тасукэ пытается скрыть от неё богинь, в то время Нана пытается разгадать тайну Сяолинь. В 51 главе манги она снова прибывает с женщиной по имени Саюри из Монголии. Нана уверена, что Саюри — её и Тасукэ мать. В 52 главе уходит, но Нана остаётся. Учится в средней школе, что и Тасукэ.

## Музыка
Anime TV series
Открытие
Saa! исполнитель: Surface
Концовка
Soba ni iru dake de "I Just Feel so Love Again исполнитель: Sweet Velvet
Makenaide исполнитель: Марико Кода (22 серия)
OVA
Открытие
Wish  исполнитель: Марико Кода (1-5 серии)
Magic  исполнитель: Марико Кода (6-8 серии)
Концовка
I'll Follow You  исполнитель: jyushi-ca (1-5 серии)
Hoshigami Rishu-deshi (星神 離珠でし)  исполнитель: Аяко Кавасуми (6-8 серии)